# 下埃尔盖姆
下埃尔盖姆（法語：Niederhergheim，发音：[nidəʁ.ɛʁgaim] 或 [nidəʁ.hɛʁkaim]），或纯意译作尼德埃尔盖姆，是法国上莱茵省的一个市镇，属于坦恩-盖布维莱尔区（Thann-Guebwiller）和恩西赛姆县（Ensisheim）。该市镇总面积12.51平方公里，2009年时的人口为974人。

## 地名
该地名Niederhergheim来源于德语，前缀“Nieder-”在德语中意为“下”，且该地与上埃尔盖姆（Oberhergheim ，前缀“Ober-”在德语中意为“上”；此地或纯音译作“奥伯埃尔盖姆”）相连。

## 人口
下埃尔盖姆人口变化图示